# Jolanta Jaroszuk-Ściseł
Jolanta Ewa Jaroszuk-Ściseł – polska biotechnolog, dr hab. nauk biologicznych, profesor uczelni Instytutu Nauk Biologicznych Wydziału Biologii i Biotechnologii Uniwersytetu Marii Curie-Skłodowskiej.

## Życiorys
17 września 1997 obroniła pracę doktorską Mikroflora ryzosferowa aktywna w ochronie żyta przed fuzariozą, 23 września 2013 habilitowała się na podstawie pracy zatytułowanej Czynniki wpływające na typ oddziaływania roślina grzybowy endofit pomiędzy żytem (Secale cereale) i grzybami z gatunku Fusarium culmorum. Otrzymała nominację profesorską. Została zatrudniona na stanowisku adiunkta w Instytucie Mikrobiologii i Biotechnologii na Wydziale Biologii i Biotechnologii Uniwersytetu Marii Curie-Skłodowskiej.
Piastuje funkcję profesora uczelni Instytutu Nauk Biologicznych Wydziału Biologii i Biotechnologii Uniwersytetu Marii Curie-Skłodowskiej.